# 碎屑小麦饼

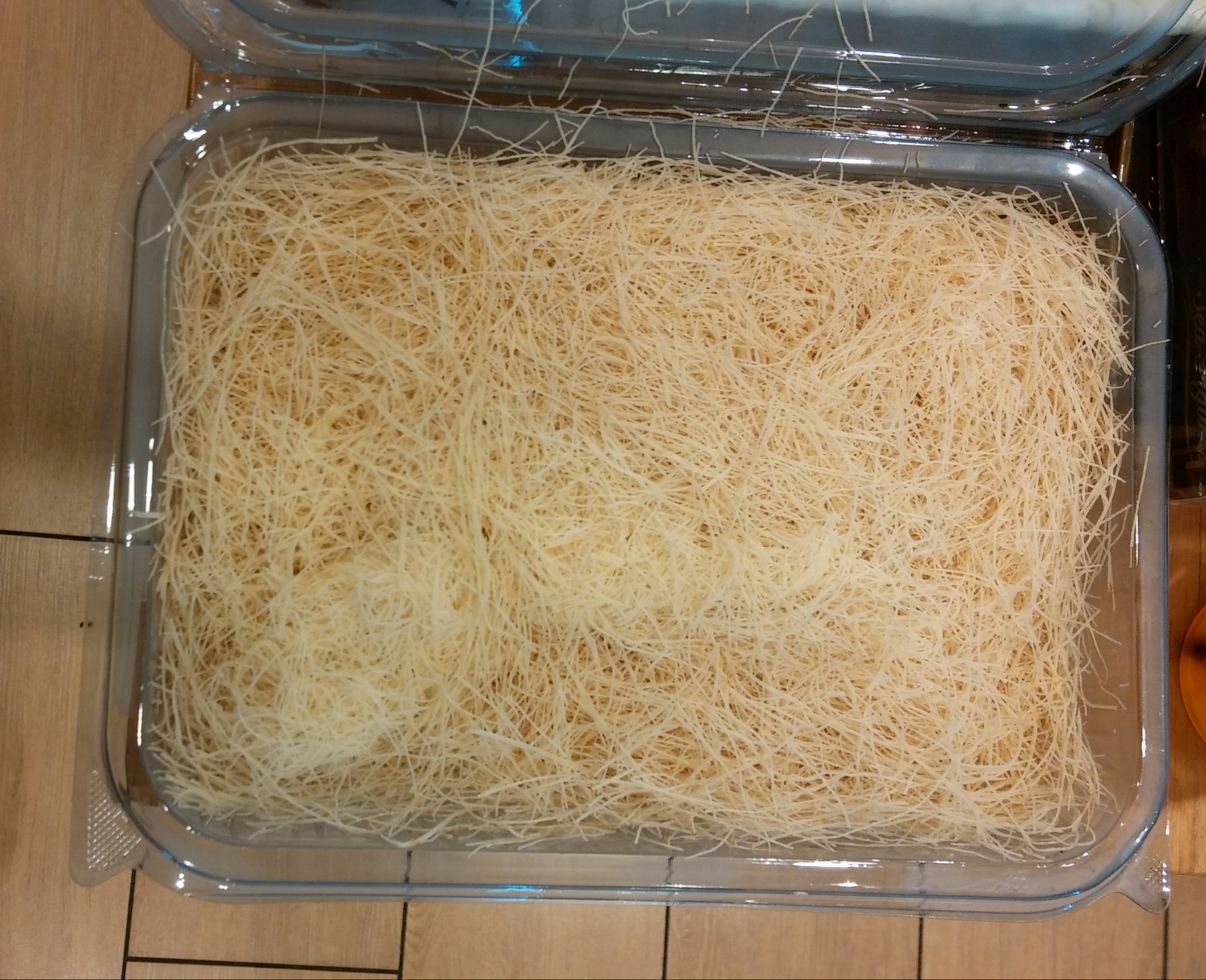
Kadaif

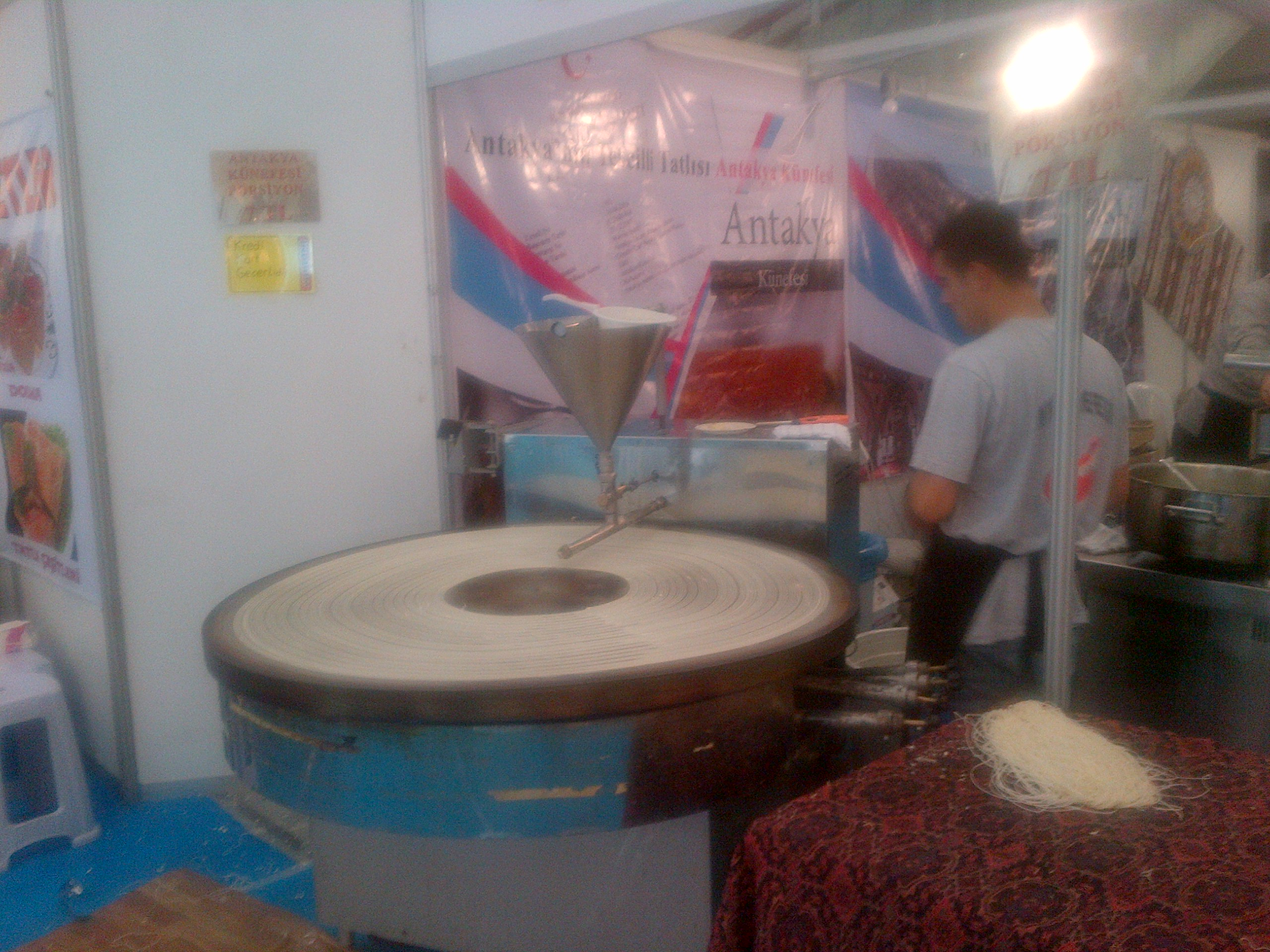
Kadaif面条厂在土耳其

碎屑小麦饼是一种薄土耳其面条，由面粉和水制成，通过筛子倒入热金属的烹饪盘中。 面条很短。 他们习惯于在地中海周围制造中东甜食和其他食物。 这是一个流行的土耳其甜点，像果仁蜜餅和庫納法。

## 历史
这种面条最早出现在纳布卢斯而后向附近的地区传播。

## 外部連結
- Kadayif, Sweet Noodles （页面存档备份，存于） in the Turkish Cooking Everyday Blog
- Kadaif Noodles （页面存档备份，存于） in the Martha Stewart website